# Gusukuma Seikyū
Gusukuma Ueekata Seikyū (城間 親方 盛久) (10 avril 1542 – 26 avril 1612) aussi connu sous son nom de style chinois Ō Kishō (翁 寄松), est un aristocrate et fonctionnaire du gouvernement du royaume de Ryūkyū. Gusukuma a aussi été un calligraphe bien connu. Il imitait avec brio l'écriture de Prince Son'en(尊円法親王), le prêtre princier et calligraphe de Japon de l'époque de Kamakura. C'est la raison pour laquelle il a reçu  le surnom Son'en Gusukuma (尊円城間). Il est membre du Sanshikan de 1601 à 1605.